# Man on the Moon (banda sonora)
Man on the Moon (Music from the Motion Picture) és la banda sonora de la pel·lícula Man on the Moon (1999). La banda sonora es va publicar el 22 de novembre de 1999 per Warner Bros. Records amb Jersey Records.

## Llista de cançons
| Núm.          | Títol                                              | Composició                                                         | Interpretació                                            | Durada |
| ------------- | -------------------------------------------------- | ------------------------------------------------------------------ | -------------------------------------------------------- | ------ |
| 1.            | «Mighty Mouse Theme (Here I Come to Save the Day)» | Philip, Scheib, Marshall Barer                                     | The Sandpipers                                           | 1:53   |
| 2.            | «The Great Beyond»                                 | Peter Buck, Mike Mills, Michael Stipe                              | R.E.M.                                                   | 5:05   |
| 3.            | «Kiss You All Over»                                | Mike Chapman, Nicky Chinn                                          | Exile                                                    | 3:37   |
| 4.            | «Angela» (banda sonora de Taxi)                    | Bob James                                                          | Bob James                                                | 1:27   |
| 5.            | «Tony Thrown Out»                                  | Buck, Mills, Stipe                                                 | orquestra                                                | 1:08   |
| 6.            | «Man on the Moon»                                  | Bill Berry, Buck, Mills, Stipe                                     | R.E.M.                                                   | 5:13   |
| 7.            | «This Friendly World»                              | Ken Darby                                                          | Michael Stipe (Tony Clifton) i Jim Carrey (Andy Kaufman) | 3:02   |
| 8.            | «Miracle»                                          | Buck, Mills, Stipe                                                 | Mike Mills i una orquestra                               | 2:53   |
| 9.            | «Lynne & Andy»                                     | Buck, Mills, Stipe                                                 | orquestra                                                | 1:46   |
| 10.           | «Rose Marie»                                       | Herbert Stothart, Oscar Hammerstein II, Otto Harbach, Rudolf Friml | Andy Kaufman                                             | 2:36   |
| 11.           | «Andy Gets Fired»                                  | Buck, Mills, Stipe                                                 | orquestra                                                | 1:07   |
| 12.           | «I Will Survive»                                   | Freddie Perren, Dino Fekaris                                       | Tony Clifton                                             | 1:49   |
| 13.           | «Milk & Cookies»                                   | Buck, Mills, Stipe                                                 | orquestra                                                | 1:59   |
| 14.           | «Man on the Moon»                                  | Berry, Buck, Mills, Stipe                                          | orquestra                                                | 1:50   |
| 15.           | «One More Song for You»                            | Michael Omartian, Stormie Omartian                                 | Andy Kaufman                                             | 1:16   |
| Durada total: | Durada total:                                      | Durada total:                                                      | Durada total:                                            | 36:59  |

## Crèdits
- Chris Bilheimer – disseny embalatge
- Anita Camarata – supervisió música
- Kaylin Frank – supervisió associada música
- Ted Jensen – masterització
- Pat McCarthy – producció